# Потоцкий, Пётр (1622)
Пётр Потоцкий (пол. Piotr Potocki; 1622 (?) — 1657) — государственный и военный деятель Речи Посполитой, воевода брацлавский с 1651 года, генерал земли Подольской (1649), полковник коронных войск (1643), староста каменецкий, летичевский и черкасский.

## Биография
Представитель польского магнатского рода Потоцких герба «Пилява». Старший сын гетмана великого коронного и каштеляна краковского Николая «Медвежьей лапы» Потоцкого (ок. 1595—1651) от первого брака с Софией Фирлей.
В 1637—1638 годах Пётр Потоцкий участвовал в битвах против восставших казаков под предводительством запорожских гетманов Павлюка, Острянина и Гуни. Он командовал казацкой хоругвью своего отца. 18 декабря 1637 года Пётр Потоцкий отличился в битве с повстанцами под Кумейками. Хоругвь Петра Потоцкого первой совершила нападение на казацкий табор, после повторной атаки его всадники с третьего раза ворвались в центр казацкого лагеря. По приказу отца он поджег телеги с порохом, что вызвало беспорядок в передних казацких рядах. Ночью с 6 на 7 августа Николай Потоцкий отправил своего сына Петра на помощь своим надворным хоругвям легкой конницы, которые препятствовали присоединению казацкой группы Филоненко в лагерь гетмана Дмитрия Гуни.
Перед 1643 годом Пётр Потоцкий получил во владение от своего отца каменецкое староство. В 1643—1648 годах он был ротмистром казацкой хоругви (разбитой в битве под Корсунем 26 мая 1648 года).
30 января 1644 года Пётр Потоцкий участвовал в битве с крымскими татарами под Охматовом, где командовал вместе со своим кузеном, старостой снятынским Петром Потоцким (сыном генерального старосты подольского Стефана Потоцкого) кавалерийским полком своего отца.
На сеймике Галицкой земли в мае 1654 года было принято решение, что депутаты от Галицкой земли на сейме в Варшаве должны добиваться передачи воеводе брацлавскому Петру Потоцкому в наследственное владение села Монастырчаны.
В декабре 1655 года Пётр Потоцкий присоединился к Тышовецкой конфедерации, созданной польскими магнатами и шляхтой для борьбы против шведских захватчиков.
10-12 ноября 1655 года в ходе битвы под Озёрной войска Короны, составлявшие гарнизон Каменца-Подольского соединились с крупной крымскотатарской армией хана Мехмеда IV Герая и атаковала русско-казацкое войско Василия Бутурлина, Петра Потёмкина и Богдана Хмельницкого.
Пётр Потоцкий был похоронен в костёле босых кармелитов в Каменце-Подольском.
Был женат на Катаржине Остророг, дочери подчашего великого коронного Николая Остророга (1593—1651), от брака с которой детей не имел. После смерти Петра Потоцкого его вдова Катаржина вторично вышла замуж за каштеляна белзского Яна Александра Мышковского.